# Aetolische Oorlog
De Aetolische Oorlog (191-189 v.Chr.) werd gevochten tussen de Aetolische Bond en hun bondgenoot, het koninkrijk van Athamania, en de Romeinen met hun Achaeïsche en Macedonische bondgenoten. De Aetoliërs hadden Antiochus III, de koning van de Seleuciden, die na zijn nederlaag tegen de Romeinen teruggekeerd was naar Klein-Azië, uitgenodigd naar Griekenland. Hierdoor trokken alle bondgenoten van de Aetoliërs en de Athamaniërs zich terug. Nu Antiochus zich had moeten terugtrekken uit Europa vielen de Romeinen en hun bondgenoten de Aetoliërs aan. Na een jaar vechten werden de Aetoliërs verslagen en werden een vazalstaat van Rome.

## Achtergrond
Na de Macedonische nederlaag in de Tweede Macedonische Oorlog waren de Aetoliërs het niet eens met de voorwaarden die Rome Macedonië oplegde voor de vrede. De Romeinen hadden de steun van hun andere bondgenoten (Pergamon en Rhodos) en daardoor verloren de Aetoliërs de discussie. De Aetoliërs wilden wraak en in 192 v.Chr. zonden ze gezanten naar de koning van Sparta, Nabis, koning Philippus V van Macedonië, en de Seleucidische koning, Antiochus III. Nabis accepteerde het voorstel, maar werd later toch vermoord door de Aetoliërs. Philippus, die nog steeds aan de heropbouw van zijn rijk bezig was na zijn nederlaag tegen Rome in de Tweede Macedonische Oorlog en die zijn zoon als gijzelaar in Rome had, weigerde dit voorstel. Antiochus zag dit als een kans om zijn Europese grondgebied weer uit te breiden, accepteerde dit voorstel en zette koers naar Griekenland.
Antiochus kwam aan in Demetrias met 10.000 man infanterie en 500 man cavalerie en wilde nog meer soldaten rekruteren. De Romeinen, gealarmeerd door Antiochus' aankomst, zonden consul Manius Acilius Glabrio met een leger naar Griekenland om hem te verslaan. De twee legers stonden tegenover elkaar bij Thermopylae, en slechts 500 soldaten van de Seleuciden overleefden deze slag. Na deze nederlaag keerden Antiochus en deze overlevenden terug naar Azië. Rome en haar bondgenoten gingen verder met Antiochus te bevechten in Klein-Azië tijdens de Romeins-Seleucidische Oorlog.

## Thessalische veldtocht
Hierdoor kwamen de Aetoliërs en de Athamaniërs zonder bondgenoten te zitten en het Romeinse leger marcheerde zonder tegenstand te ondervinden naar Thessalië. Acilius ging met zijn leger naar Heraclea. Acilius zond een gezant naar het Aetolische garnizoen in de stad om hen te zeggen dat ze de stad moesten overgeven en dat ze moesten nadenken over een excuus voor hun gedrag in de senaat. De Aetoliërs antwoordden niet en de Romeinen maakten zich klaar om de stad met geweld in te nemen.
De Romeinen startten de belegering door de stadsmuren aan te vallen met stormrammen. De Aetoliërs deden echter vele uitvallen. Het beleg begon in het voordeel van de Romeinen te komen want ze hadden een groter aantal soldaten en konden zo telkens hun leger aanvullen, terwijl de Aetoliërs hier niet genoeg soldaten voor hadden.
Na 24 dagen vechten wist de consul dat de Aetoliërs uitgeput waren door het aanslepen van het beleg en door inlichten van deserteurs, en dacht na over een plan. Om middernacht gaf hij het signaal aan alle soldaten om terug te komen naar het kamp. Toen ze terugkeerden naar het kamp liet hij hen rusten tot drie uur 's ochtends om hen dan opnieuw te bevelen om de aanvallen te herbeginnen. De Aetoliërs, die dachten dat de Romeinen ook uitgeput waren, verlieten ook hun post. De consul, die wist dat zijn plan was geslaagd, beval hij een volledige aanval vanuit drie verschillende richtingen. Acilius beval Tiberius Sempronius, die de leiding had over een derde van het leger, om alert te blijven en te wachten op andere orders, omdat hij dacht dat alle Aetoliërs enkel zouden verdedigen op de plaatsen die nu aangevallen werden. Toen de slapende Aetoliërs hoorden dat het Romeinse leger aankwam haastten ze zich naar hun posten en moesten vechten in de duisternis. De Romeinen begonnen de muren te beklimmen met ladders of klommen over sommige ingestorte muren. Omdat de Aetoliërs enkel naar de plaatsen liepen waar de Romeinen de muren aan het beklimmen waren, beval Acilius Sempronius om het deel van de muren aan te vallen dat nu onverdedigd was achtergebleven. De Aetoliërs, die Sempronius' leger zagen komen, trokken zich terug naar de citadel. De consul liet de soldaten toen toe om de stad te plunderen.
Toen het plunderen ophield beval Acilius het leger om zich in twee groepen te splitsen. De ene groep moest rond de citadel gaan en een heuvel die even hoog was als de muren om zo projectielen de citadel in te schieten. De andere groep moest de citadel frontaal aanvallen. Toen ze de dubbele aanval zagen, besloten de Aetoliërs om zich over te geven. Onder degenen die zich overgaven was Damocritus, de leider van de Aetoliërs.
Terwijl de Romeinen Heraclea aanvielen, begonnen Philippus en zijn leger met enkele Romeinen Lamia, dat elf kilometer van Heraclea af lag. De Romeinen en de Macedoniërs wilden beiden Lamia als eerste veroveren. Omdat ze geen vorderingen konden maken, begon Philippus te onderhandelen met de Lamiërs, omdat hij dacht dat als de Romeinen Heraclea zouden veroveren, de Lamiërs zich zouden overgeven aan de Romeinen. Zijn angsten werden werkelijkheid toen een Romeinse boodschapper hem beval om het beleg op te heffen.

## Aetolië
De Aetoliërs, die nog steeds hoopten dat Antiochus zou terugkeerden naar Griekenland met een nieuw leger, zonden boodschappers naar de Seleucidische koning. De boodschappers moesten zeggen dat als Antiochus zelf niet kon komen naar Griekenland, hij geld en versterkingen moest sturen. Antiochus gaf hem het geld en beloofde om versterkingen te sturen.
Maar de val van Heraclea brak het moraal van de Aetoliërs en ze zonden gezanten naar de Romeinen. De consul gaf hun een 10-daagse wapenstilstand en zond ook Lucius Valerius Flaccus om te praten met de Aetoliërs. De Romeinen vroegen de overgave van Dicaarchus, Monestas van Epirus en Amynander van Athamania. De Aetoliërs besloten om te gehoorzamen. Maar toen een boodschapper die zei dat Antiochus versterkingen zou sturen aankwam, werden de Aetoliërs overtuigd om te blijven vechten.
Toen Acilius hoorde dat de Aetoliërs de Romeinen niet gehoorzaamden, marcheerde hij met zijn leger en begon Naupaktos te belegeren. Het beleg had twee maanden geduurd toen Titus Quinctius Flamininus naar Naupaktos kwam. De Romeinen hieven het beleg op en gingen naar Phokis.
Toen de Aetoliërs terugkeerden uit Rome en vertelden aan de Aetolische leiders dat er geen hoop op vrede was, veroverden de Aetoliërs de pas bij de berg Corax om de pas af te sluiten. De Achaeërs begonnen de kust van Aetolië tegenover de Peloponnesos te plunderen. De Aetoliërs verwachtten dat Acilius Naupaktos opnieuw zou aanvallen maar deze laatste lanceerde een plotselinge aanval op Lamia. De Lamiërs konden ondanks de grote verwarring de eerste aanval terugslaan. Acilius herstelde de formatie en zei hen dat ze slechts mochten terugkeren naar het stad als ze de stad zouden innemen, wat ze enkele uren later deden.
De Romeinen, die zagen dat ze niet naar Naupaktos konden marcheren door de geblokkeerde bergpas, vielen in plaats daarvan Amphissa aan. De Romeinen maakten hun belegeringswerktuigen klaar en konden enkele delen van de muren neerhalen. Maar de bewoners konden het uithouden tot de nieuwe consul, Lucius Cornelius Scipio, aankwam samen met zijn broer Scipio Africanus. Bij hun aankomst vluchtten de inwoners uit de stad en sloten zichzelf op in de citadel. Daarna kwamen er Atheense gezanten naar de Romeinen om de Romeinen te vragen om vrede te sluiten met de Aetoliërs.

## Vredesverdrag
De Romeinen stelden de voorwaarden zo op dat Aetolië een vazalstaat van Rome werd. Ze moesten vechten in elke Romeinse oorlog, terwijl ze dezelfde bondgenoten en vijanden hadden.